# Nomen nescio
Nomen nescio, forkortet NN eller N.N., er et udtryk på latin, der betyder "jeg kender ikke navnet", eller mere mundret "ukendt navn". På dansk kan det sidestilles med begreberne anonym eller de mere folkelige Jens Hansen og på engelsk John Doe.
| Sprog | Spire Denne artikel om sprog er en spire som bør udbygges. Du er velkommen til at hjælpe Wikipedia ved at udvide den. |